# Чебаки (Новосибірська область)
Чебаки (рос. Чебаки) — село у Сєверному районі Новосибірської області Російської Федерації.
Входить до складу муніципального утворення Чебаковська сільрада. Населення становить 237 осіб (2010).

## Історія
Згідно із законом від 2 червня 2004 року органом місцевого самоврядування є Чебаковська сільрада.

## Населення
| 2002 | 2007 | 2010 |
| ---- | ---- | ---- |
| 249  | ↗274 | ↘237 |